# Le Vivier-sur-Mer
Le Vivier-sur-Mer is een gemeente in het Franse departement Ille-et-Vilaine (regio Bretagne). De plaats maakt deel uit van het arrondissement Saint-Malo. Le Vivier-sur-Mer telde op 1 januari 2022 1.062 inwoners.

## Geografie
De oppervlakte van Le Vivier-sur-Mer bedroeg op 1 januari 2022 2,24 vierkante kilometer; de bevolkingsdichtheid was toen 474,1 inwoners per km².

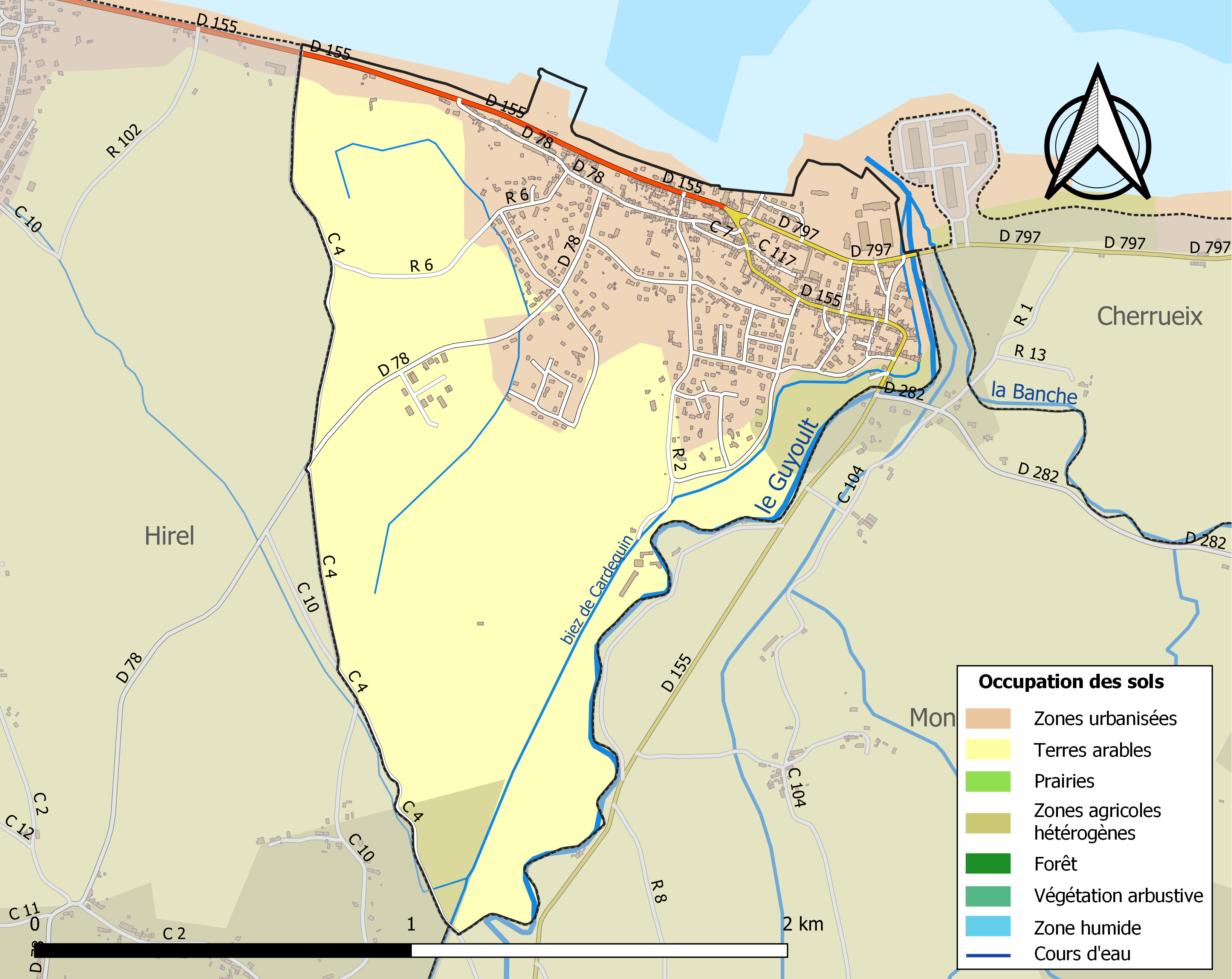
Kaart van de gemeente met belangrijkste infrastructuur, bodemgebruik en omliggende gemeenten

## Demografie
Onderstaande figuur toont het verloop van het inwonertal, bron: INSEE-tellingen. 